# Andy Flickinger

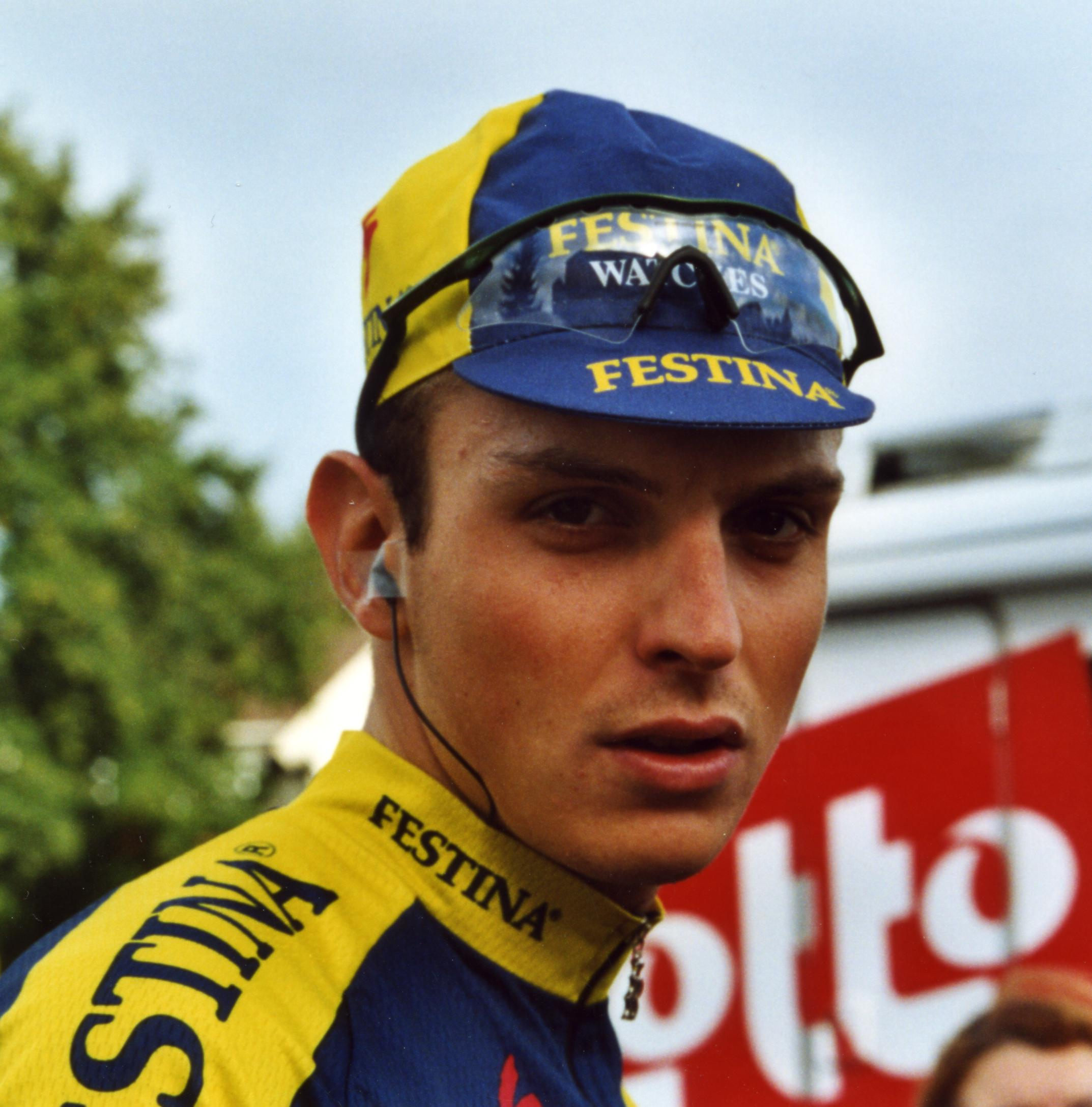
Andy Flickinger

Andy Flickinger (* 4. November 1978 in Saint-Martin-d’Hères) ist ein ehemaliger französischer Radrennfahrer.
Andy Flickinger begann seine Karriere 1999 bei dem französischen Radsportteam Casino, nachdem er dort im Vorjahr als Stagiaire fuhr. Nach einem Jahr wechselte er zu Festina, wo er zwei Jahre blieb. Bei seiner nächsten Mannschaft ag2r Prévoyance hatte er 2003 seinen größten Erfolg mit dem Sieg beim GP Ouest France-Plouay. Ab 2006 fuhr Flickinger für das UCI ProTeam Bouygues Télécom, wo er zum Ende der Saison 2007 seine Karriere beendete.

## Palmarès
2003
GP Ouest France-Plouay

## Teams
- 1999 Casino
- 2000 Festina
- 2001 Festina
- 2002 ag2r Prévoyance
- 2003 ag2r Prévoyance
- 2004 ag2r Prévoyance
- 2005 ag2r Prévoyance
- 2006 Bouygues Télécom
- 2007 Bouygues Télécom